# إعصار غوستاف (2002)
إعصار غوستاف كان إعصارًا من الفئة الثانية توازي مع الساحل الشرقي للولايات المتحدة في سبتمبر 2002 خلال موسم الأعاصير الأطلسي عام 2002 . كانت العاصفة السابعة المسماة والإعصار الأول لهذا الموسم. في البداية كان الكساد شبه الاستوائي إلى الشمال من جزر البهاما، فقد مرّ غوستاف قليلاً إلى الشرق من ضفاف كارولينا الشمالية الخارجية كعاصفة مدارية قبل أن يتجه إلي الشمال الشرقي ويصل إلي يابسين في المحيط الأطلسي بكندا كإعصار من الفئة 1.تسببت العاصفة في وفاة واحدة وخسائر قدرها 100,000 دولار، معظمها في ولاية كارولينا الشمالية. أنتج التفاعل بين غوستاف والنظام غير المداري رياح قوية تسببت في خسائر إضافية قدرها 240,000 دولار (دولار أمريكي 2002) نتيجة الأضرار في نيو إنجلاند، ولكن هذا الضرر لم ينسب بشكل مباشرة إلى الإعصار.
قضى غوستاف الجزء الأول من وجوده كعاصفة شبه استوائية، وكان أول عاصفة من هذا القبيل يتم تسميتها من القوائم الحالية من قبل المركز الوطني للأعاصير. في السابق، لم تكن هناك عواصف شبه استوائية. كان الإعصار أيضًا أحدث إعصار في الموسم منذ عام 1941.

## تاريخ الأرصاد الجوية
تطورت منطقة من الطقس المضطرب بالترافق مع أخدود ضعيف وحوض قوي من المستوى العلوي بين جزر البهاماس وبرمودا في 6 سبتمبر. تسببت عمليات إزالة الضغط العالي التي عززتها العاصفة الاستوائية فاي في أن يصبح الحوض أكثر تنظيماً ويقترب من قاع واسع غير استوائي في 7 سبتمبر/ أيلول. بحلول 8 سبتمبر، طور النظام حملًا حراريًا كافيًا بالقرب من مركز دورته ليتم تصنيفه كمنخفض شبه استوائي من الدرجة الثامنة في عندما كان بجنوب شرق كيب هاتيراس بولاية كارولينا الشمالية. في وقت لاحق من ذلك اليوم، أشارت البيانات المستقاة من طائرة استطلاع صائدو الأعاصير إلى أن النظام قد تم تقويته إلى عاصفة شبه استوائية، وتمت ترقية المنخفض إلى عاصفة جوستاف شبه المدارية.
انتقل غوستاف بشكل غير متوقع إلى الشمال الغربي باتجاه حدود ولاية كارولينا الشمالية - كارولينا الجنوبية على مدار اليومين المقبلين، وقد تعزز ببطء، واكتسب المزيد من الخصائص الاستوائية. في العاشر من سبتمبر، نشأت مجموعة ضعيفة التنظيم من رياح أقوى حول الوسط، وعُين غوستاف عاصفة مدارية كاملة قبل فترة وجيزة من التوجه نحو الشمال والمرور بالقرب من كيب هاتيراس، تسارع غوستاف باتجاه الشمال الشرقي وبعيدًا عن الساحل. في 11 سبتمبر، بينما كان تأثير غوستاف تحت تأثير نظام غير استوائي فوق نيو إنجلاند، سرعان ما تحول إلى إعصار، في عملية مماثلة لتكثيف إعصار مايكل في عام 2000. بلغ غوستاف ذروته فوصل لشدة 100 ميل في الساعة (160 كم/ساعة) في وقت لاحق من ذلك اليوم.
بدأ الإعصار يضعف ببطء ويفقد خصائصه الاستوائية في أوائل 12 سبتمبر عندما تحرك فوق المياه الباردة وقابل ريح القص. مع ذلك، كانت العاصفة تتحرك بسرعة كافية لتقوم بالهبوط فوق كيب بريتون، نوفا سكوشا كإعصار من الفئة 1 في 12 سبتمبر. في وقت لاحق من ذلك الصباح، وصل غوستاف إلى اليابسة في نيوفندلاند وأصبح إعصار خارج استوائي. استمر القاع الخارج مداري في التحرك ببطء إلى الشمال الشرقي قبل أن يتلاشى فوق بحر لبرادور في 15 سبتمبر.

## الاستعدادات

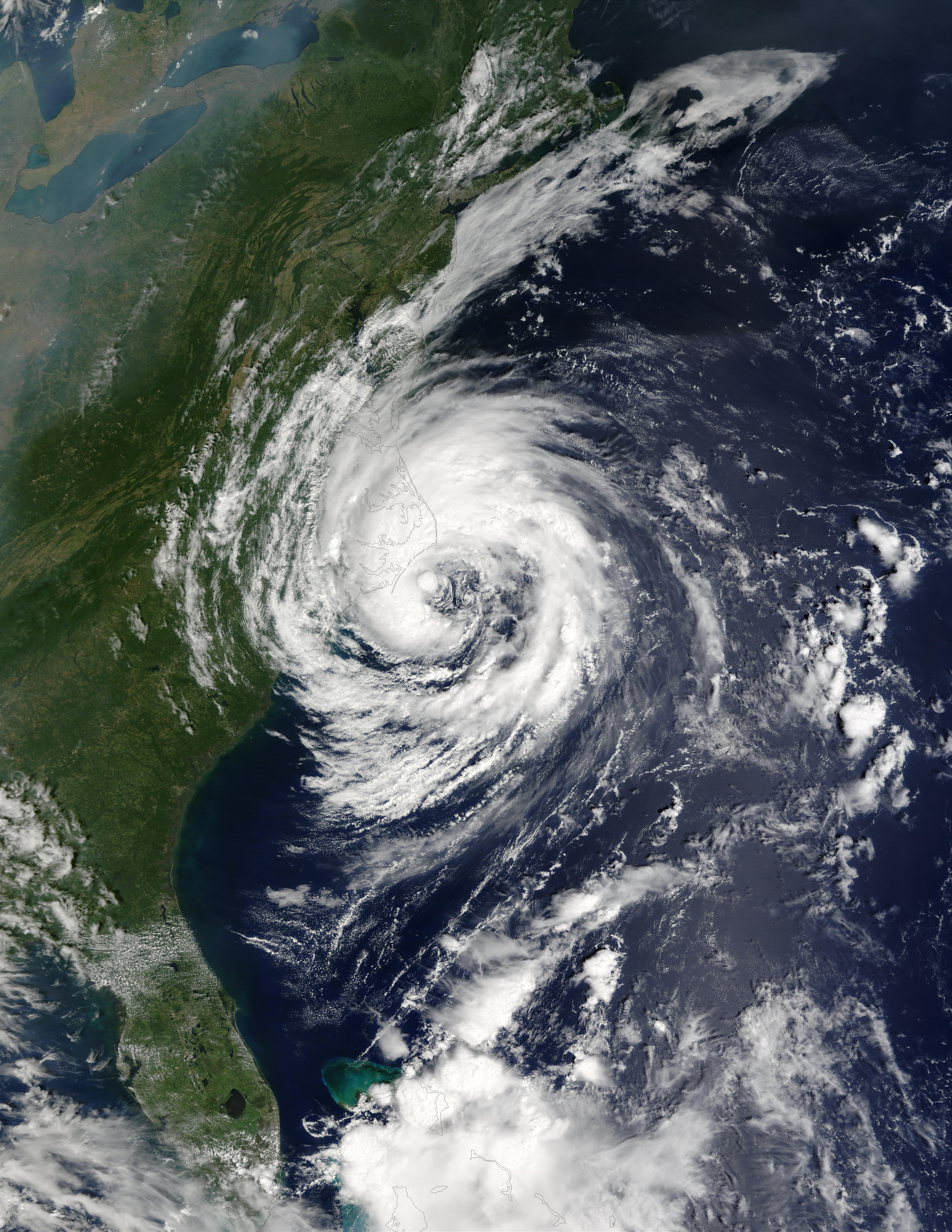
العاصفة الاستوائية غوستاف بالقرب من أوتر بانكس في 10 سبتمبر

في 8 سبتمبر، توقع خبراء الارصاد بالمركز القومي للأعاصير أن غوستاف سوف يقترب من ساحل ولاية كارولينا الشمالية، وأصدر مراقبة العاصفة المدارية من كيب فير إلى حدود ولاية كارولينا الشمالية - فرجينيا . ترقت مراقبة العاصفة مدارية إلى تحذير عاصفة مدارية في 9 سبتمبر، وتم إصدار مراقبة عاصفة مدارية جديدة في وقت لاحق من ذلك اليوم لمناطق في جنوب شرق ولاية فرجينيا، من حدود ولاية كارولينا الشمالية - فيرجينيا إلى منطقة نيو بوينت كومفورت. ترقت المراقبة الجديدة إلى تحذير من عاصفة مدارية في 10 سبتمبر. عندما بدأ غوستاف في التوجه نحو الشمال الشرقي وبعيدًا عن ساحل وسط المحيط الأطلسي، توقفت تحذيرات العاصفة المدارية تدريجياً. أوقف التحذير الأخير في 11 سبتمبر.
مع اقتراب غوستاف من كندا الأطلسية، أصدرت هيئة البيئة الكندية ومركز الأعاصير الكندي تحذيرات من الأمطار الغزيرة والرياح لجنوب نيو برونزويك وجزيرة الأمير إدوارد ونوفا سكوشا ونيوفندلاند .

## التأثير

### الكاروليناس وفرجينيا

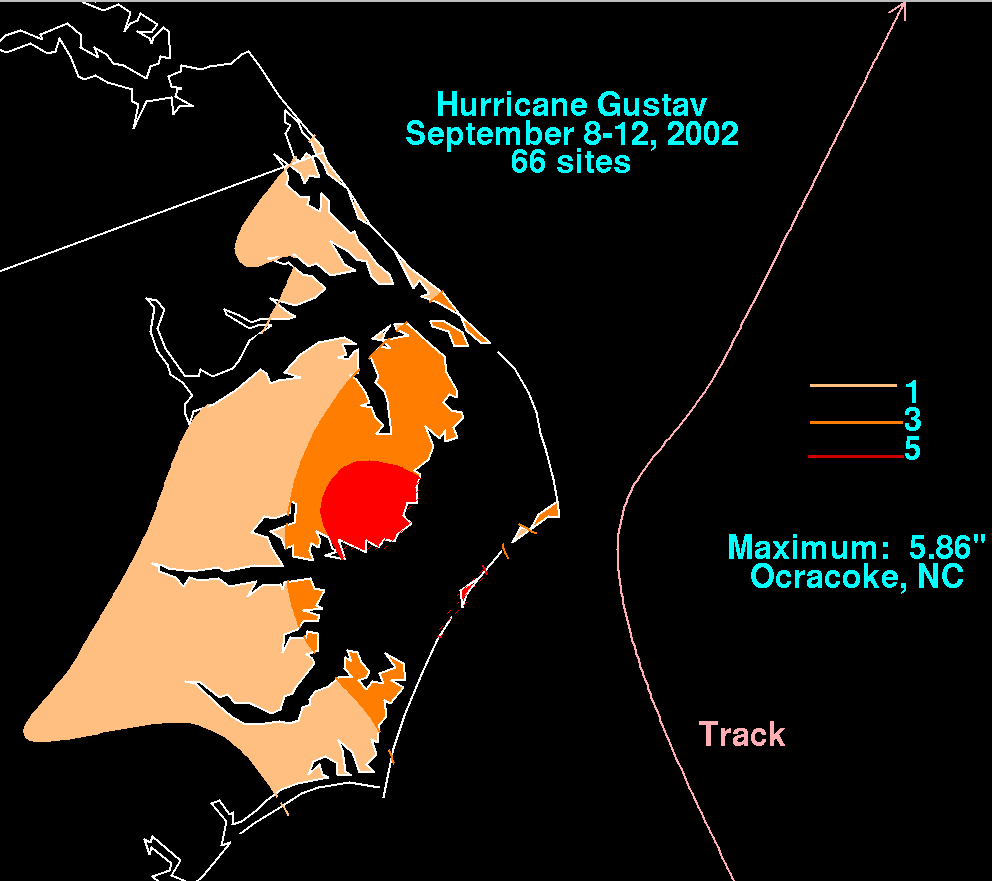
خريطة مجموع هطول أمطارغوستاف في ولاية كارولينا الشمالية

على الرغم من أن مركز غوستاف قد مر بشرق كيب هاتيراس، إلا أن مناطق ولاية كارولينا الشمالية وجنوب شرق فرجينيا شهدت أمطارًا غزيرة ورياح عاصفة مدارية. تلقت أجزاء من أوتر بانكس 2-5  إنش (50-125 مم) من المطر والرياح تصل إلى 50 ميل في الساعة (80 كم / ساعة)، وأبلغت محطة خفر السواحل في كيب هاتيراس عن عاصفة رياح بلغت 78 ميل بالساعة (125 كم / ساعة). أنتجت العاصفة عرام عواصف من 6 قدم (1.8 م) على طول أوتر بانكس، و1-3 3 قدم (0.91 م) على طول الساحل الجنوبي الشرقي لفرجينيا. أدت هذه العواصف، بالإضافة إلى رياح قوية وارتفاع مياه البحر، إلى حدوث فيضان بسيط، لا سيما في قرية أوكراكوك وهاتيراس بولاية كارولينا الشمالية. كما هبطت شاهقة مائية ضعيفة على بحيرة سيلفر بالقرب من أوكراكوك وانتقل إلى الشاطئ، ولكن لم يتم الإبلاغ سوى عن أضرار طفيفة في الأسقف. كما تم الإبلاغ عن انقطاع للتيار الكهربائي بشكل غير منتظم. توفي شخص واحد في ميرتل بيتش بولاية كارولينا الجنوبية بعد إصابته بجروح من الأمواج العالية، وكان لا بد من إنقاذ 40 شخصًا آخر من الموجات الجارفة وعرام العواصف. بلغت الأضرار في ولاية كارولينا الشمالية 100,000 دولار (2002 دولار أمريكي).

### نيو جيرسي
على الرغم من أن مركز غوستاف بقي بعيدًا عن الشاطئ، إلا أن الفارق في الضغط بينه وبين المرتفع الجوي على وسط الولايات المتحدة تسبب في رياح قوية في مناطق نيوجيرسي في 11 سبتمبر. وتراوحت الرياح من 35 إلي 45 ميل في الساعة (55-70 كم / ساعة)، مع رياح أقوى تم الإبلاغ عنها بالقرب من الساحل. عاصفة الرياح القصوى 60 ميل في الساعة (100 كم / ساعة) تم الإبلاغ عنها في كينسبيرج. أسقطت الرياح القوية الأشجار وخطوط الكهرباء في جميع أنحاء النصف الشرقي من الولاية، مما ألحق أضرارًا بالمنازل وسد الشوارع. تم ترك ما لا يقل عن 14,000 منزل في محيط بيرلينجتون ومقاطعة أوشن بدون كهرباء. في بلدة وندسور الغربية، قُتل رجل عندما دفع الجزء العلوي من جدار خرساني كان يعمل عليه وسحقه. ووقعت الوفاة الأخرى في بلدة ويست أمويل، حيث سقط أحد أطراف الأشجار على امرأتين مسنتين، مما أسفر عن مقتل واحدة وإصابة الآخر. في مكان آخر، بينما كانت هناك تقارير عن سقوط أشجار على المركبات، لم يتم الإبلاغ عن أي إصابات أو وفيات خطيرة أخرى.

### نيويورك ونيو إنجلترا
تسبب التفاعل بين غوستاف والنظام غير الاستوائي في رياح قوية أثرت على مناطق في نيو إنجلاند الساحلية، خاصة في شرق نيويورك وماساتشوستس . أبلغت بعض المناطق عن رياح عاصفة بقوة تزيد عن 55 ميل في الساعة (90  كم / ساعة) ، وعاصفة رياح أقصى 67 ميل بالساعة (108 كم / ساعة) تم الإبلاغ عنها من قِبل مراقب للطقس في كاتسكيل ، نيويورك . هبوب رياح تصل إلى 50 ميل في الساعة (80 كم / ساعة) تم الإبلاغ عنها في مناطق ماساتشوستس. هبطت الرياح الأشجار وخطوط الكهرباء، وأصيب العديد من المنازل والسيارات بأضرار من الأشجار الساقطة. تم ترك أكثر من 29,000 منزل بدون كهرباء في شرق نيويورك،  وفقد 19,000 منزل السلطة في ماساتشوستس. في الكل، تسببت الرياح 240,000 دولار (2002 دولار أمريكي) في أضرار،  ولكن هذا الضرر لم يعزى مباشرة إلى غوستاف في تحليل المركز القومي للأعاصير.
في منطقة مدينة نيويورك ، عاصفة رياح تبلغ 60 درجة ميل في الساعة (100   كم / ساعة) تم الإبلاغ عنها في مطار جون إف كينيدي الدولي . تسببت الرياح في حدوث بعض الأضرار الطفيفة في سقف المباني، وأجبرت المسؤولين في مدينة نيويورك على تطويق أجزاء من مانهاتن في الوقت الذي تم فيه دفع الحطام الذي يتراوح من ورق التغليف إلى علب الصودا المسحوقة. تسببت هذه الحطام في إصابة أربعة أشخاص، واحد في حالة خطيرة،  وتعطيل خدمة 11 سبتمبر التذكارية، على الرغم من أنها استمرت كما هو مخطط لها.
رياح مستمرة من 25-35 ميل في الساعة (40-55 كم / ساعة) ، مع عواصف تصل إلى 55 ميل في الساعة (90 كم / ساعة) ، تم الإبلاغ عنها في جميع أنحاء لونغ آيلاند. اقتصرت الأضرار التي لحقت بالجزيرة بشكل أساسي على الأشجار التي تم إسقاطها وخطوط الطاقة، على الرغم من أن هيئة الطاقة في جزيرة لونغ أفادت أن 93,000 منزل على الأقل فقدت الطاقة خلال يوم 11 سبتمبر. قتل شخص عندما انقلب قاربه في لونغ آيلاند ساوند .

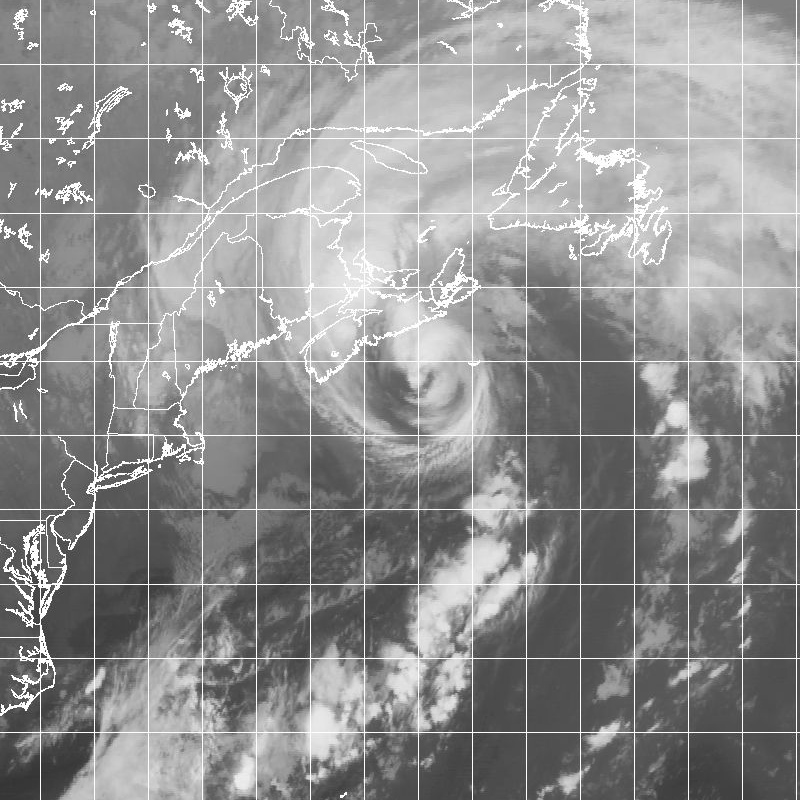
إعصار غوستاف بالقرب من أول هبوط له في نوفا سكوتيا في 12 سبتمبر

### كندا الأطلسية
على الرغم من فقدان غوستاف تدريجياً لخصائصه الاستوائية، فقد جلبت الأمطار الغزيرة والرياح العاصفة ورياح الأعاصير، والعاصفة إلى مناطق في كندا الأطلسية لعدة أيام. هبت الرياح القوية الأشجار والأرصفة التالفة في نوفا سكوشيا ،  وعاصفة ريح بلغت 75 ميل بالساعة (122 كم / ساعة) تم الإبلاغ عنها في جزيرة سابل . يدق إلى أكثر من 60 ميل في الساعة (100 تم الإبلاغ عن كم / ساعة في نيوفاوندلاند لعدة أيام بعد انتقال مركز غوستاف من المنطقة. تراوحت كميات الأمطار عمومًا بين 0.3 و 2.7   بوصة (10–70 مم) ، بحد أقصى 4   بوصة (102 مم) في أشدايل، نوفا سكوتيا . تعيين عدة مواقع سجلات هطول الأمطار اليومية الجديدة. تم الإبلاغ عن حدوث فيضان محلي في مناطق جزيرة الأمير إدوارد ، و 4,000 حالة ترك الناس في هاليفاكس ونوفا سكوتيا وتشارلوت تاون وجزيرة الأمير إدوارد بدون كهرباء. على الرغم من الأمطار الغزيرة والرياح، لم ترد أي تقارير عن حالات وفاة أو أضرار جسيمة في كندا الأطلسية.

## التسمية والسجلات
كان غوستاف أول عاصفة شبه استوائية تحصل على اسم من قوائم الأسماء الحالية من قبل المركز الوطني للأعاصير. قبل موسم 2002، لم تسمي العواصف المدارية الأطلسية أو تمنح رقمًا من قائمة ترقيم منفصلة عن الأعاصير المدارية.
عندما حقق غوستاف تصنيف الإعصار في 11 سبتمبر، أصبح أول إعصار يتشكل في أي موسم منذ موسم 1941، عندما تطور الإعصار الأول في 16 سبتمبر. وفقًا لعلم المناخ، يتشكل متوسط ثلاثة أعاصير بحلول 11 سبتمبر من كل عام.